# W akcie desperacji
W akcie desperacji – amerykański thriller z 1998 roku.

## Obsada
- Michael Keaton − Peter McCabe
- Andy García − Frank Conner
- Brian Cox − Kapitan Jeremiah Cassidy
- Marcia Gay Harden − Dr Samantha Hawkins
- Erik King − Nate Oliver
- Efrain Figueroa − Vargas
- Joseph Cross − Matthew Conner
- Janel Moloney − Sarah Davis
- Richard Riehle − Ed Fayne

## Opis filmu
Oficer policji ma syna chorego na białaczkę; szuka człowieka, który zgodziłby się zostać dawcą szpiku kostnego. Kontrola kartotek policyjnych ujawnia, że idealnym kandydatem byłby pewien przestępca odbywający karę więzienia. Ten się zgadza – i liczy na szansę ucieczki.